# Jacques Van Reyschoot
Jacques Van Reyschoot (* 2. Mai 1905; † 1975) war ein belgischer Eishockeyspieler. 

## Karriere
Jacques Van Reyschoot nahm für die belgische Nationalmannschaft an den Olympischen Winterspielen 1928 in St. Moritz teil. Mit seinem Team belegte er den achten von elf Rängen. Er selbst kam im Turnierverlauf zu drei Einsätzen und erzielte beim 3:1-Sieg gegen Frankreich ein Tor. 